# تودا کازوآکی
تودا کازوآکی (به ژاپنی: 戸田 一西 Toda Kazuaki); ۱ ژانویهٔ ۱۵۴۲ – ۲۰ اوت ۱۶۰۴) سامورایی در خدمت توکوگاوا ایه‌یاسو اهل ژاپن بود.